# Conducto de Müller
Los conductos paramesonéfricos o conductos de Müller son conductos pares del embrión que descienden a los laterales de la cresta urogenital y finalizan en la eminencia mülleriana en un primitivo seno urogenital. En las mujeres, se desarrollan para formar las trompas uterinas, útero, cérvix, y en los dos tercios superiores de la vagina; en el hombre, desaparece. Estos conductos están formados de tejido procedente del mesodermo.

## Desarrollo

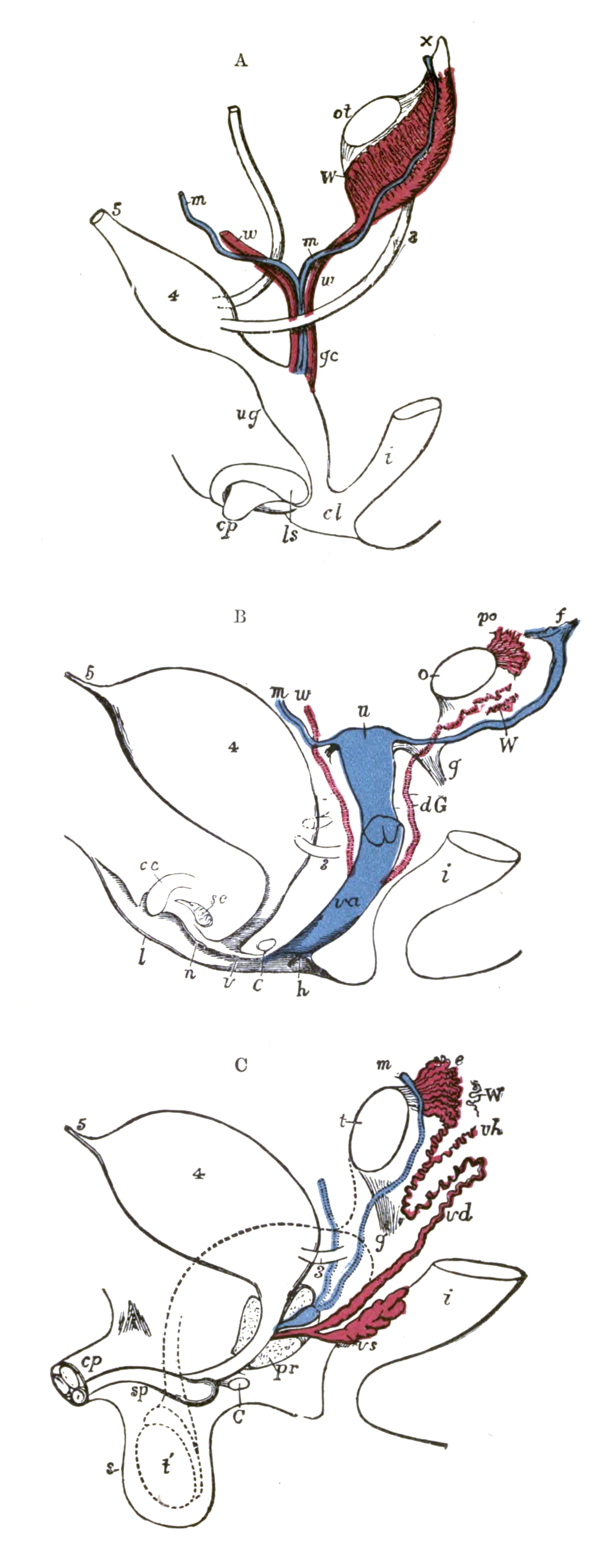
Los conductos de Müller (azul) se desarrollan en las mujeres (imagen central) y degeneran en los hombres (abajo).

El sistema reproductivo femenino está compuesto de dos segmentos embriológicos: el seno urogenital y los conductos de Müller. Los dos se unen para formar el tubérculo de Müller. Los conductos paramesonéfricos están presentes en los embriones de ambos sexos. Solo en las mujeres se desarrollan en órganos reproductivos.
En los hombres, degeneran, ya que los conductos de Wolff o mesonéfricos se convierten en los órganos reproductivos masculinos. Al degenerar, los conductos de Müller dejan un fondo de saco que se abre a la porción prostática de la uretra, el utrículo prostático, y un apéndice unido al testículo, el apéndice del testículo.
Las diferencias sexuales en las contribuciones de los conductos de Müller a los órganos reproductivos está basado en la presencia y concentración de la hormona antimülleriana.

### Regulación del desarrollo
El desarrollo de los conductos de Müller está controlado por la presencia o ausencia de la hormona antimulleriana o AMH (también conocida como factor inhibitorio mülleriano o MIF, o  por hormona inhibitoria mülleriana o MIH, por sus siglas en inglés).
| Embriogénesis masculina | Los testículos producen AMH y, como resultado, el desarrollo de Müller están inhibidos.                    | Las alteraciones pueden llevar al síndrome del conducto mülleriano persistente.                                          | Los conductos desaparecen, excepto para el utrículo prostático y para el hidátide de Morgagni.                   |
| Embriogénesis femenina  | La ausencia de AMH resulta en el desarrollo de los órganos reproductivos femeninos, como se indica arriba. | Las alteraciones en el desarrollo pueden desembocar en ausencia uterina (Agenesia mulleriana) o malformaciones uterinas. | Los conductos se desarrollan formando la parte superior de la vagina, el cérvix, útero y las trompas de Falopio. |

## Epónimo
Reciben el nombre de Johannes Peter Müller, un fisiólogo que los describió en el texto "Bildungsgeschichte der Genitalien" en 1830.

## Imágenes adicionales

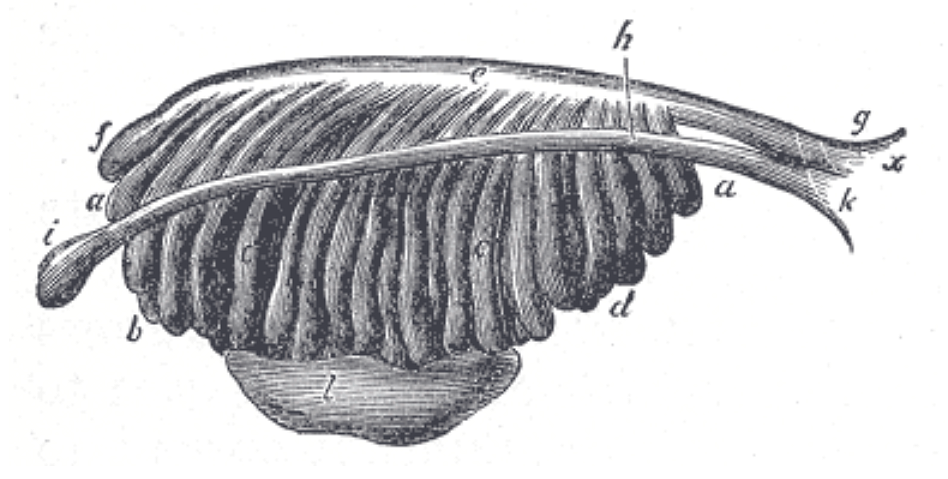
Imagen aumentada anterior del cuerpo de Wolff izquierdo antes de establecerse la diferenciación sexual.
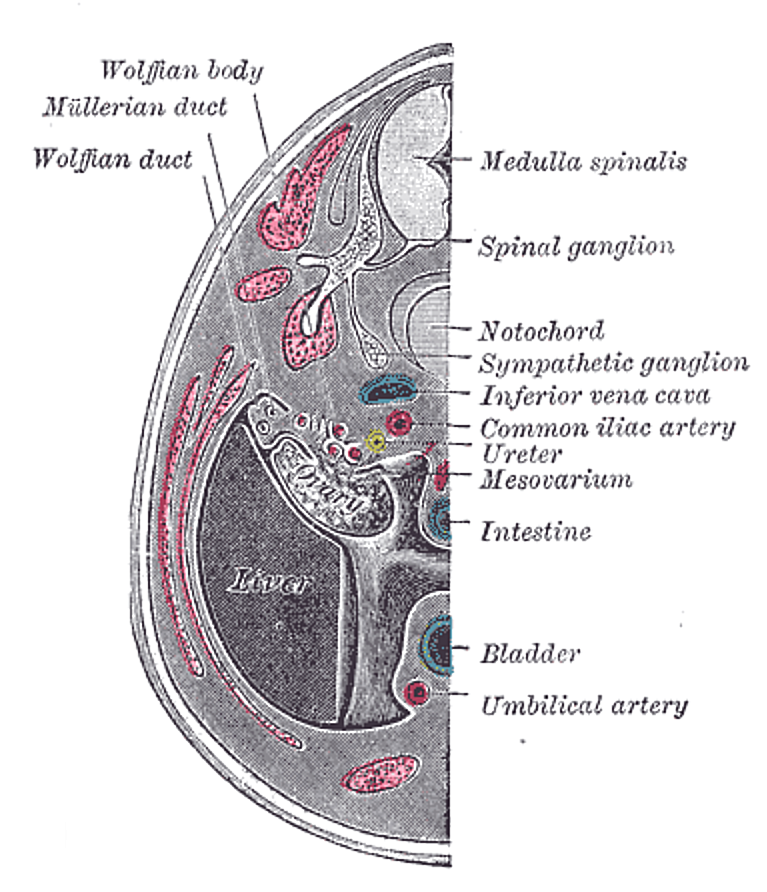
Sección transversa de un embrión humano de entre 8 semanas y media y 9 semanas.
Sección coronal de la próstata adulta, en la que se puede apreciar el utrículo prostático abriéndose a la uretra.
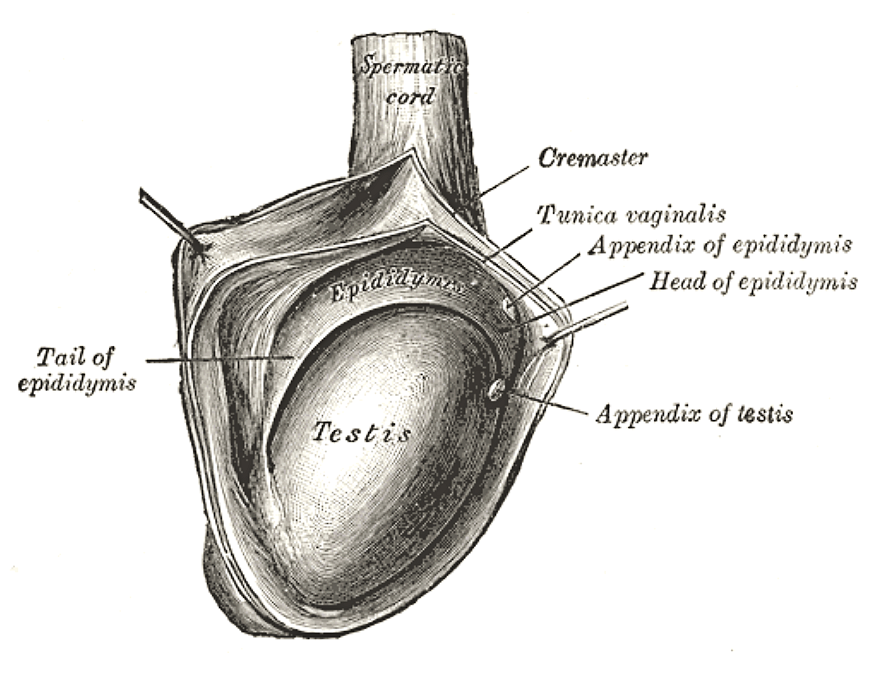
Disección de un testículo humano adulto, en el que se puede apreciar el apéndice del testículo.